# Duff McKagan
Duff McKagan, ameriški kitarist in basist, * 5. februar 1964, Los Angeles. 
Najbolj znan je kot basist skupine Guns N' Roses iz osemdesetih let 20. stoletja.
Večino svoje mladosti je preživel v Seattlu. Kot mladostnik ni vedel, kaj bi igral - kitaro, bobne ali bas -, pa naj bi se za bas odločil zato, ker je bilo kitaristov že tako ali tako preveč.
V mladosti naj bi zamenjal več kot 31 bendov. Kot tudi drugi člani Gunsov je bil velik oboževalec skupine Sex Pistols in pravi, da je imel nanj največji vpliv Sid Vicious.
Ko je prišel v L.A., je zamenjal vso svojo opremo za bas in ojačevalec. Duff je denar z igranjem instrumentov služil že od svojega petnajstega leta. Ko se je pri devetnajstih preselil v L.A., ni tam poznal žive duše razen svojega brata. Ko je prebral oglas v časopisu, da iščejo basista (oglas je dal Slash), se je odločil, da bi poizkusil svojo srečo. Po imenu je pričakoval, da bo srečal dva punkerja, vendar je videl le dva dolgolasca - Slasha in Stevena Adlerja. Nastal je Slashev bend Road Crew. Duff je dejal, da se ga še istega večera skupaj napili.
Kot Slash in Gilby je tudi Duff leta 1993 začel s svojo solo kariero. Izdal je album Believe in me. Med drugim je snemal tudi z Iggyjem Popom in Gilbyjem Clarkom. Leta 1995 je skupaj z Mattom Sorumom, Stevom Jonesom (kitarist - Sex Pistols) in Johnom Taylorjem (basist - Duran Duran) ustanovil punk-rock bend Neurotic Outsiders, s katerim je leta 1996 izdal istoimenski prvenec.
Med leti 2002–2008 in 2012 je igral skupaj z nekdanjima članoma Guns N' Roses, Slashem in Mattom Sorumom, pri skupini Velvet Revolver. Do danes so izdali dva albuma, Contraband in Libertad. Leta 2015 se je skupaj z Slashem vrnil v Guns n' roses.